# Claire Guyot
Pour les articles homonymes, voir Guyot.
Claire Guyot, née le 28 juin 1966 à Paris 11e, est une actrice, chanteuse et directrice artistique française.
Particulièrement active dans le doublage, elle est notamment entre autres la voix française régulière de Winona Ryder, Sarah Michelle Gellar, Teri Hatcher, Alicia Silverstone, Katherine Waterston et Indira Varma.
Elle est la fille de la monteuse Raymonde Guyot.

## Biographie
Après avoir pris des cours d'art dramatique, Claire Guyot commence sa carrière en jouant au théâtre puis en devenant assistante-monteuse sur La Lectrice (1988) de Michel Deville ou La Reine blanche (1991) de Jean-Loup Hubert.
Grâce à Jacqueline Porel, elle entre dans le milieu du doublage dès le début des années 1990. Elle est une des premières voix françaises de Winona Ryder (Edward aux mains d'argent, Dracula). Écartée un temps à la suite de la grève des comédiens de doublage de 1995, elle retrouve la comédienne grâce à Jean-Pierre Jeunet qui la choisit en 1997 pour doubler Alien, la résurrection. Elle devient entretemps la voix attitrée de Teri Hatcher à partir  des séries Loïs et Clark (1994) et Desperate Housewives (2004) mais c'est en doublant Sarah Michelle Gellar dans la série télévisée Buffy contre les vampires (puis dans ses films Scream 2, Sexe intentions, etc., ainsi que dans les publicités pour les cosmétiques Gemey), que Claire Guyot accède à la notoriété.
Régulièrement mise à contribution en tant que chanteuse (notamment sur le premier doublage français de La Petite Sirène ou sur le redoublage de la voix de Shanti dans Le Livre de la jungle en remplacement de Lucie Dolène), Claire Guyot prend des cours de technique vocale avec Sarah Sanders au début des années 2000. C'est cette dernière qui met en scène le spectacle Enfin seule hélas…, qu'elle interprète aux côtés d'Éric Miller et dont la musique est en partie composée par Emmanuel Moire (album sorti en 2006).
Fin 2007, elle est l'invitée de l'émission Le Grand Journal animée par Michel Denisot sur Canal+ avec les quatre autres comédiennes qui doublent la série Desperate Housewives, à l'occasion de la sortie du coffret DVD de la 2e saison.
Elle a sorti son premier album solo, Indiciblement, le 21 avril 2009.
Elle est également directrice artistique chargée du doublage de plusieurs séries télévisées comme Cold Case ou Méthode Zoé.
En 2010 et 2011, elle interprète le rôle de Donna dans la comédie musicale Mamma Mia !.

### Vie privée
Elle est la mère de la comédienne Camille Gondard et du comédien Martin Faliu dont le père est Serge Faliu.

## Théâtre
- 2007-2013 : Claire Guyot, théâtre Essaïon et Vingtième Théâtre
- 2007-2014 : Premier Mai, Jours Ferré, Le Trianon, L'Européen
- 2010 : Mamma Mia !, comédie musicale de Catherine Johnson, théâtre Mogador : Donna (en alternance avec Sophie Delmas)
- 2011 : De Paris à Broadway, mise en scène de Jean-Claude Grégoire, théâtre Le Temple : Valentine
- 2012 : Comédiens et Chanteurs : Les Nuits de la pleine lune, Vingtième Théâtre
- 2013 : Rue du Dessous-des-Berges de Céline Monsarrat, mise en scène de l'auteure
- 2013-2014 : Ce sont de drôles de types, Vingtième Théâtre, Connétable

### Metteure en scène
- 2015- : Le Misanthrope (vs politique) d'après Molière, Vingtième Théâtre, tournée

## Doublage

### Cinéma

#### Films
- Winona Ryder dans (19 films) :
  - Roxy est de retour (1990) : Dinky Bossetti
  - Edward aux mains d'argent (1990) : Kim Boggs (jeune)
  - Dracula (1992) : Mina Murray / Elizabeth
  - Le Temps de l'innocence (1993) : May Welland
  - La Maison aux esprits (1994) : Blanca Trueba
  - Génération 90 (1994) : Lelaina Pierce
  - Le Dortoir des garçons (1996) : Patty Vare
  - Alien, la résurrection[4] (1997) : Annalee Call
  - Une vie volée (1999) :  Susanna Kaysen
  - Un automne à New York (2000) : Charlotte Fielding
  - Zoolander (2001) : elle-même
  - Les Aventures de Mister Deeds (2002) : Babe Bennett
  - A Scanner Darkly (2006) : Donna Hawthorne
  - Informers (2008) : Cheryl Moore
  - Les Vies privées de Pippa Lee (2009) : Sandra
  - Star Trek (2009) : Amanda Grayson
  - The Iceman (2013) : Deborah Kuklinski
  - Destination mariage et plus si affinités... (2018) : Lindsay
  - Beetlejuice Beetlejuice (2024) : Lydia Deetz
- Sarah Michelle Gellar dans (17 films) :
  - Scream 2 (1997) : Casey « Cici » Cooper
  - Sexe Intentions (1999) : Kathryn Merteuil
  - Simplement Irrésistible (1999) : Amanda Shelton
  - Harvard Story (2001) : Cindy Bandolini
  - Scooby-Doo (2002) : Daphné Blake
  - Scooby-Doo 2 : Les monstres se déchaînent (2004) : Daphné Blake
  - The Grudge (2004) : Karen Davis
  - Southland Tales (2006) : Krysta Kapowski / Krysta Now
  - The Return (2006) : Joanna Mills
  - The Grudge 2 (2006) : Karen Davis
  - Une fille à la page (2007) : Brett
  - États de choc (2007) : Trista
  - Veronika décide de mourir (2009) : Veronika
  - Possession (2009) : Jessica
  - Si tu me venges… (2022) : la proviseure Norris
  - Clerks 3 (2022) : une femme aux auditions
  - Souviens-toi… l'été dernier (2025) : Helen Shivers (caméo)
- Alicia Silverstone dans (6 films) :
  - Batman et Robin (1997) : Barbara Wilson alias Batgirl
  - Beauty Shop (2005) : Lynn
  - Alex Rider : Stormbreaker (2006) : Jack Starbright
  - Butter (2011) : Jill Emmet
  - Mise à mort du cerf sacré (2017) : la mère de Martin
  - Journal d'un dégonflé : Un loooong voyage (2017) : Susan Heffley
- Teri Hatcher dans (4 films) :
  - Deux jours à Los Angeles (1996) : Becky Foxx
  - Demain ne meurt jamais (1997) : Paris Carver
  - Spy Kids (2001) : Mlle Gradenko
  - Renaissance d'un champion (2007) : Andrea Flack
- Indira Varma dans :
  - Coup de foudre à Bollywood (2004) : Kiran Bingley
  - Exodus: Gods and Kings (2014) : la Grande Prêtresse
  - Mission impossible : Dead Reckoning (2023) : la représentante de la DIA
- Kelly Reilly dans :
  - Madame Henderson présente (2005) : Maureen
  - Orgueil et Préjugés (2005) : Caroline Bingley
  - Eli (2019) : Rose
- Katherine Waterston dans : 
  - Alien: Covenant (2017) : Daniels, officier chargé du terra-formage sur le Covenant
  - Logan Lucky (2017) : Sylvia Harrison
  - The Current War : Les Pionniers de l'électricité (2017[5]) : Marguerite Erskine Walker
- Parker Posey dans :
  - Allumeuses ! (2002) : Judy Webb
  - Beau Is Afraid (2023) : Elaine Bray
- Alanna Ubach dans :
  - Gloria Bell (2018) : Veronica
  - Venom: The Last Dance (2024) : Nova Moon
- 1974 : Gatsby le Magnifique[6] : Daisy Buchanan (Mia Farrow)
- 1986 : Lady Jane : Lady Jane Grey (Helena Bonham Carter)
- 1989 : Society : Jenny Whitney (Patrice Jennings)
- 1989 : Vidéokid : L'Enfant génial[7] : Haley (Jenny Lewis)
- 1990 : Dick Tracy : Tess Trueheart (Glenne Headly)
- 1992 : Cool World : Jennifer Malley (Michele Abrams)
- 1992 : Sables mortels : Noreen (Maura Tierney)
- 1992 : Bruits de coulisses : Poppy Taylor (Julie Hagerty)
- 1993 : Les Valeurs de la famille Addams : Mercredi Addams (Christina Ricci)
- 1993 : Super Mario Bros : Princesse Daisy (Samantha Mathis)
- 1994 : Les Complices : Evans (Jane Adams)
- 1995 : Midnight Man (en) : Lilly Kang (Diane DiLascio)
- 1995 : Showgirls : Penny (Rena Riffel)
- 1995 : Dernières Heures à Denver : Dagney (Gabrielle Anwar)
- 1996 : L'Incroyable Voyage 2 : À San Francisco : Sassy (Sally Field) (voix)
- 1996 : Le Club des ex : Chris Paradis (Jennifer Dundas)
- 1996 : Le Guerrier d'acier : Agela (Seidy Lopez)
- 1996 : Skyscraper : Carrie Wisk (Anna Nicole Smith)
- 1997 : Meurtre à la Maison-Blanche : Nina Chance (Diane Lane)
- 1997 : Shooting Fish :  Georgie (Kate Beckinsale)
- 1998 : Wedding Singer : Holly Sullivan (Christine Taylor)
- 1998 : Mon ami Joe : Jill Young, jeune (Mika Boorem)
- 1999 : À tombeau ouvert : Sœur Fetus (Julyana Soelistyo)
- 2001 : Bubble Boy : Lorraine (Arden Myrin)
- 2003 : Les Looney Tunes passent à l'action : Mère (Joan Cusack)
- 2004 : Van Helsing : Verona (Silvia Colloca)
- 2005 : Lady Vengeance : Park Yi-jeong (Seung-Shin Lee)
- 2007 : La Légende de Beowulf : Wealhtheow (Robin Wright) (voix chantée)
- 2008 : The Duchess : Georgianna (Keira Knightley)
- 2010 : Mords-moi sans hésitation : Buffy contre les vampires (Krystal Mayo)
- 2011 : Big Mamma : De père en fils : Gail (Ana Ortiz)
- 2011 : My Week with Marilyn : Vivien Leigh (Julia Ormond)
- 2012 : Django Unchained : Lara Lee Candie-Fitzwilly (Laura Cayouette)
- 2013 : Insidious : Chapitre 2 : la mère de Parker Crane (Danielle Bisutti)
- 2013 : Le Monde fantastique d'Oz : voix additionnelles
- 2014 : Christina Noble : Christina Noble (Deirdre O'Kane)
- 2016 : Boyka : Un seul deviendra invincible : Alma (Teodora Duhovnikova)
- 2016 : The Birth of a Nation : Elizabeth Turner (Penelope Ann Miller)
- 2017 : Mes vies de chien : Elizabeth, la mère d'Ethan (Juliet Rylance)
- 2017 : Wheelman : Jessica (Wendy Moniz)
- 2018 : Downsizing : l'administratrice de loisirs (Donna Lynne Champlin)
- 2018 : Le 15 h 17 pour Paris : Heidi Skarlatos (Jenna Fischer)
- 2018 : Black Panther : la directrice du musée (Francesca Faridany)
- 2018 : Un raccourci dans le temps : une femme sur Camazotz (Bellamy Young)
- 2018 : Souviens-toi ou tu périras : Holly (Elizabeth Bogush)
- 2018 : Every Day : Lindsey (Maria Bello)
- 2019 : Le Roi lion : Sarafina (Penny Johnson Jerald) (voix)
- 2019 : Queen and Slim : Mme Shepherd (Chloë Sevigny)
- 2020 : Stargirl : Gloria Borlock (Darby Stanchfield)
- 2021 : Le Dernier Duel : Marie (Tallulah Haddon (en))
- 2021 : La Vie extraordinaire de Louis Wain : la narratrice (Olivia Colman) (voix)
- 2022 : The Valet : Kathryn Royce (Betsy Brandt)
- 2023 : Kill Bok-soon : Gil Bok-soon (Jeon Do-yeon)
- 2023 : Reines en fuite : Marilu (Alejandra Ambrosi)
- 2023 : La Petite Sirène : la vendeuse du marché (Jodi Benson) (caméo)
- 2023 : My Dear F***ing Prince : elle-même (Rachel Maddow)

#### Films d'animation
- 1967 : Le Livre de la Jungle : Shanti (redoublage partiel, 1997)
- 1984 : Luke l'Invincible : voix additionnelle (2d doublage[8])
- 1989 : Venus Wars[9] : Susan Sommers
- 1990 : La Petite Sirène : Ariel (dialogues + chants, 1er doublage puis dialogues seulement, 2d doublage de 1998)
- 1992 : Tom et Jerry, le film : Robyne Starling
- 1992 : Oliver et Olivia : Olivia
- 1993 : Jungle Jack : Rita
- 1993 : Les Quatre Dinosaures et le Cirque magique : Cécilia Noisette
- 1993 : David Copperfield : Agnes Wickfield
- 1993 : Le Voyage d'Edgar dans la forêt magique : Abigail
- 1995 : Carrotblanca : Penelope Pussycat / Kitty (court-métrage des Looney Tunes)
- 1996 : X1999 : Hinoto
- 1997 : Elmer et le dragon : Boris le dragon
- 2000 : Casper : Le Nouveau Défi : Noëlla Beausapin
- 2000 : La Petite Sirène 2 : Retour à l'océan : Ariel (dialogues)
- 2000 : Ah! My Goddess, le film : Belldandy
- 2002 : Mickey, la magie de Noël : Ariel
- 2002 : La Barbe du roi : Sophie
- 2002 : La Princesse au petit pois : la princesse Daria
- 2004 : Shrek 2 : Marraine la bonne fée
- 2005 : Les Noces funèbres : la Veuve Noire
- 2005 : Vaillant, pigeon de combat : Victoria
- 2005 : Winnie l'ourson et l'Éfélant : Maman Gourou (voix chantée)
- 2006 : Frère des ours 2 : voix additionnelles
- 2006 : Piccolo, Saxo et Cie : les Scies, les clarinettes et la clarinette basse
- 2007 : Shrek le troisième : Marraine la bonne fée
- 2008 : Le Secret de la Petite Sirène : Ariel (dialogues)
- 2008 : Horton : Sally O'Mailley, la femme du Maire
- 2009 : Coraline : Mel Jones, la mère de Coraline / l'Autre Mère
- 2009 : Clochette et la Pierre de lune : Lyria
- 2010 : Totally Spies! Le Film : Sam
- 2011 : The Prodigies : Ann
- 2011 : Rokken Roll : Fibi (film 4D au parc Walibi Belgium)
- 2013 : Ma maman est en Amérique, elle a rencontré Buffalo Bill : Françoise
- 2015 : Tempo Attack : Fibi (film 4D au parc Walibi Belgium)
- 2020 : Soul : voix additionnelles
- 2021 : Raya et le Dernier Dragon : voix additionnelles
- 2023 : Détective Conan : Le Sous-marin noir : Kir
- 2023 : LEGO Disney Princesse : Les aventures au Château : Ariel
- 2023 : Il était une fois un studio : Ariel (court métrage)

### Télévision

#### Téléfilms
- Jill Wagner dans (9 téléfilms) :
  - L'Héritage de Noël (2016) : Hannah
  - Embrassez l'esprit de Noël (2017) : Maggie
  - Mariage chez mon ex (2017) : Sarah Bloom
  - La clef d'un Noël réussi (2018) : Lisa
  - Le Calendrier secret de Noël (2019) : Lisa Palmer
  - Noël sous le gui (2019) : Abbey
  - Petits meurtres sur le campus : Coup de théâtre ! (2019) : Amy Winslow
  - Romance d'hiver (2020) : Bethany
  - L'Ange secret de Noël (2020) : Rebecca McBride
- Teri Hatcher dans (6 téléfilms) :
  - Traque sans répit (2001) : Jane Doe
  - Coup de foudre avant Noël (2021) : Joyce Holt
  - Célibataire et fabuleuse ! (2022) : Mindy Quinn
  - Coup de foudre en cadeau de Noël (2023) : Nora Winters
  - Noël au chalet (2023) : Lex Riley
  - Un tueur parmi nous : l'histoire vraie de Ruth Finley (2024) : Ruth Finley
- Nicholle Tom dans (5 téléfilms) :
  - The Book of Ruth (2004) : Ruth
  - L'obsession d'une mère (2008) : Lily Stanler
  - Mortelle performance (2013) : Dana Tilly
  - Meurtre à la une (2015) : Heather Pearson
  - Un réveillon sur mesure (2018) : Jojo
- Nazneen Contractor dans (5 téléfilms) :
  - Prise au piège dans ma maison (2017) : Jackie
  - Une bague pour Noël (2020) : Kendra Adams
  - Milliardaire ou presque (2021) : Courtney Evans
  - Coup de foudre et amnésie (2022) : Cristina
  - La formule secrète de Noël (2022) : Ellie
- Lisa Durupt dans :
  - Noël à pile ou face (2016) : Nicky
  - Opération Noël (2016) : Heather jeune
- Scottie Thompson dans :
  - Un nouveau chapitre pour Noël (2018) : Sydney
  - Ma fille, enlevée sous mes yeux (2019) : Rachel
- 1990 : Trop jeune pour mourir : Amanda Sue Bradly (Juliette Lewis)
- 1990 : Meridian : Le baiser de la bête : Catherine (Sherilyn Fenn)
- 1992 : Newsies : The News Boys : Sarah Jacobs (Ele Keats)
- 1994 : Escale en enfer : Toonie Wells (Galyn Görg)
- 1995 : Midnight Man : Lilly Kang (Diane DiLascio)
- 1996 : Docteur Knock : la vétérinaire Kai Richardi (Veronica Ferres)
- 1997 : La piste de la délivrance : Sarah White (Jean Louisa Kelly)
- 1997 : La route du cauchemar : Holly Nolan (Gina Philips)
- 1998 : The Substitute 2 : Kara Lavelle (Michael Michele)
- 1998 : Le Crime défendu : Cynthia Morgan (Deanna Milligan)
- 2000 : Visions : Isobel (Jessica Oyelowo)
- 2000 : Scandale à la une : Karena Thomas (Christy Summerhays)
- 2006 : Le Club des infidèles : Cindy Hartford (Katya Gardner)
- 2007 : Perdus dans la tempête : Suzanne Shemwell (Jami Gertz)
- 2009 : L'Amour au bout du chemin : Kyra Schwartz (Marion Mitterhammer)
- 2012 : Les Naufragés du lagon bleu : Helen (Hayley Kiyoko)
- 2014 : Deux mères pour la mariée : Haley Snow (Betsy Brandt[10])
- 2014 : Turks and Caicos : Melanie Fall (Winona Ryder)
- 2015 : Mensonges maternels : Rebecca Caskie (Anna Galvin)
- 2016 : L'Instinct d'une mère : Jill Yates (Lindsay Hartley)
- 2016 : Au cœur du secret : Docteur Stevens (Kelly Konno)
- 2016 : Le Tueur de la nuit : Kit (Bellamy Young)
- 2017 : Le Fiancé de glace : Amanda (Tamara Gorski)
- 2017 : Le Train de Noël : Agnes (Joan Cusack)
- 2017 : Secret Housewives : Scarlet (Tara Conner)
- 2017 : Coup de foudre et quiproquos : Betty Paige (Lily Rains)
- 2018 : La mort t'ira si bien : Dr Katie Jones (Sunny Mabrey)
- 2018 : La Tueuse en rouge : Lindsay (Donna Feldman)
- 2018 : Souviens-toi ou tu périras : Holly (Elizabeth Bogush)
- 2019 : Effroyable belle-mère : Cynthia (Gina Hiraizumi)
- 2019 : Le Pire Cauchemar d'une mère : Olivia Whitmore (Zoe McLellan)
- 2019 : Au secours, je suis dans un film de Noël ! : Noele (Addy Stafford)
- 2021 : Parents à perpétuité : Anja Wagner (Anja Schneider)
- 2022 : Nos pires voisines : Bonnie Mason (Gina Simms)
- 2022 : C'est Noël à la maison ! : Sarah Wright (Erin Napier)
- 2023 : Ma deuxième mère : Freya (Michelle Addison)
- 2024 : De la rumeur au scandale : Miss Mitchell (Amy Trefry)

#### Séries télévisées
- Sarah Michelle Gellar dans (10 séries) :
  - La Force du destin (1995[11]) : Kendall Hart (28 épisodes doublés)
  - Buffy contre les vampires (1997-2003) : Buffy Summers (145 épisodes)
  - Angel (1999-2000) : Buffy Summers (saison 1)
  - Sex and the City (2000) : Debbie (saison 3, épisode 13)
  - Grosse Pointe (2001) : Sarah Michelle Gellar (épisode 16)
  - Ringer (2011-2012) : Siobhan Martin / Bridget Kelly
  - The Crazy Ones (2013-2014) : Sydney Roberts
  - The Big Bang Theory (2019) : Sarah Michelle Gellar (saison 12, épisode 24)
  - Wolf Pack (2023) : Kristin Ramsey
  - Dexter : Les Origines (2024) : Tanya Martin
- Teri Hatcher dans (7 séries) :
  - Code Quantum (1993) : Donna Eleese (saison 1, épisode 3)
  - Loïs et Clark : Les Nouvelles Aventures de Superman (1994-1997) : Lois Lane (87 épisodes)
  - Mon oncle Charlie (2004) : Liz (saison 1, épisode 19)
  - Desperate Housewives (2004-2012) : Susan Delfino (180 épisodes)
  - Smallville (2010) : Ella Lane (saison 10, épisode 8)
  - The Odd Couple (2016-2017) : Charlotte (11 épisodes)
  - Supergirl (2017) : Rhea (saison 2)
- Indira Varma dans (6 séries) :
  - Rome (2005-2007) : Niobe (15 épisodes)
  - Bones (2008) : l'inspecteur Cate Pritchard (saison 4, épisodes 1 et 2)
  - Luther (2010-2013) : Zoe Luther (7 épisodes)
  - Game of Thrones (2014-2017) : Ellaria Sand (13 épisodes)
  - Paranoid (2016) : Nina Suresh (8 épisodes)
  - Disclaimer (2024) : la narratrice (voix)
- Bellamy Young dans (5 séries) :
  - Scrubs (2004) : Dr Grace Miller (saison 3)
  - Drop Dead Diva (2010) : Emily Parcelles (saison 2, épisode 3)
  - Castle (2011) : Candace Ford (saison 3, épisode 23)
  - Scandal (2012-2018) : Melody « Mellie » Grant (118 épisodes)
  - L'Île fantastique (2021) : Christine Collins (saison 1, épisode 1)
- Nicholle Tom dans (4 séries) :
  - Beverly Hills 90210 (1992) : Sue Scanlon (saison 3)
  - Une nounou d'enfer (1993-1999) : Margaret « Maggie » Sheffield (145 épisodes)
  - Windfall : Des dollars tombés du ciel (2006) : Elisa (3 épisodes)
  - Esprits criminels (2008) : Connie Galen (saison 3, épisode 14)
- Brit Morgan dans (4 séries) :
  - True Blood (2010-2011) : Debbie Pelt (14 épisodes)
  - Mentalist (2014) : Marie Flanigan (saison 7, épisode 2)
  - Supergirl (2015-2018) : Leslie Willis / Livewire (4 épisodes)
  - New York, unité spéciale (2016) : Jenna Miller (saison 18, épisode 4)
- Jill Wagner dans :
  - Blade (2006) : Krista Starr
  - Stargate Atlantis (2008) : Larrin (saison 4, épisodes 5 et 11)
  - Teen Wolf (2011-2017) : Kate Argent (20 épisodes)
- Meta Golding dans :
  - Day Break (2006-2007) : Jennifer Mathis (13 épisodes)
  - Esprits criminels (2008-2009) : l'agent Jordan Todd (saison 4)
  - Dark Blue : Unité infiltrée (2009-2010) : Melissa Curtis (10 épisodes)
- Jacqueline Obradors dans :
  - Harry Bosch (2019-2021) : l'inspectrice Christina Vega (24 épisodes)
  - Bosch: Legacy (2023) : l'inspectrice Christina Vega (saison 2, épisodes 4 et 6)
  - Tracker (2025) : la shérif Roselyn Walcott (saison 2, épisode 10)
- Michele Hicks dans :
  - The Shield (2004-2008) : Mara Sewell-Vendrell (26 épisodes)
  - Mr. Robot (2015-2016) : Sharon Knowles (5 épisodes)
- Marisol Nichols dans :
  - Dernier Recours (2006) : Sonya Quintano (12 épisodes)
  - Esprits criminels (2015-2016) : l'agent Natalie Colfax (saison 2, épisodes 2 et 15)
- Winona Ryder dans :
  - Show Me a Hero (2015) : Vinni Restiano (4 épisodes)
  - Stranger Things (depuis 2016) : Joyce Byers
- Parker Posey dans :
  - Perdus dans l'espace (2018-2021) : June Harris / Dr Zoe Smith (28 épisodes)
  - Tales of the Walking Dead (2022) : Blair Crawford (épisode 1)
- Maria Dizzia dans :
  - Emergence (2019-2020) : Emily Fox (9 épisodes)
  - Agatha All Along (2024) : Rebecca Kaplan
- 1978[n 1] : Le Muppet Show : elle-même (Cloris Leachman) (saison 2, épisode 24)
- 1990 : Bonjour, miss Bliss : Lisa Turtle (Lark Voorhies)
- 1991-1995 : Petite Fleur : Six LeMeure (Jenna von Oÿ) (114 épisodes)
- 1994 : X-Files : Aux frontières du réel : Theresa Nemman (Sarah Koskoff) (saison 1, épisode 1)
- 1996-1998 : Babylon 5 : Dr Lilian Hobbs (Jennifer Balgobin)
- 1997 : Los Angeles Heat : Jodi Miller (Dawn Radenbaugh)
- 1999 : Les Feux de l'amour : Marnie Kowalski (Tara Lipinski)
- 1999-2008 : Des jours et des vies : Isabella « Belle » Black (Kirsten Storms puis Martha Madison (en))
- 2000 : Student Bodies : Margaret « Mags » Abernathy (Katie Emme McIninch)
- 2000 : Michael Hayes : Caitlin Scanlon Hayes (Mary B. Ward)
- 2000-2004 : Muchas Garcias (en) : Sonia García (Ada Maris (en))
- 2001-2002 : 24 Heures chrono : Jamie Farrell (Karina Arroyave) (saison 1)
- 2002 : Chez Schwartz (en) : Emily Cobert (Jennifer Irwin (en))
- 2003 : Ellie dans tous ses états : Ellie Riggs (Julia Louis-Dreyfus) (19 épisodes)
- 2003 : Wolf Lake : Ruby Wilder-Cates (Mia Kirshner)
- 2004 : Dragnet : l'inspecteur Gloria Duran (Eva Longoria) (10 épisodes)
- 2005 : Kevin Hill : Shelly Budd (Ingrid Hart) (épisode 12)
- 2007 : Into the West : Margaret Wheeler (Maureen Thomas) (mini-série)
- 2007 : Beautiful People : Claudette (Jennifer Miller (en))
- 2008 : John Adams : Sally Smith Adams (Mamie Gummer) (mini-série)
- 2008-2009 : Eureka : Lexi Carter (Ever Carradine) (saison 3)
- 2009 : Nick Cutter et les Portes du temps : Sarah Page (Laila Rouass)
- 2010 : Lost : Les Disparus : Zoe (Sheila Kelley) (saison 6)
- 2010 : Legend of the Seeker : L'Épée de vérité : Duchesse Drucilla (Rachael Blampied) (saison 2, épisode 13) et Dahlia (Laura Brent) (saison 2, épisodes 20 à 22)
- 2010 : Inspecteur George Gently : Lisa Bacchus (Melanie Clark Pullen (en)) (saison 3, épisode 1)
- 2010-2012 : I'm in the Band : Ma vie de rocker : Beth Campbell (Beth Littleford)
- 2012-2014 : Boardwalk Empire : Emma Harrow (Katherine Waterston) (5 épisodes) et Eleanor Thompson (Erin Dilly (en)) (saison 5)
- 2014-2017 : Black Sails : Miranda Barlow (Louise Barnes (en)) (19 épisodes)
- 2014-2019 : Gotham : Barbara Kean (Erin Richards) (75 épisodes)
- 2017 : The Halcyon : Peggy Taylor (Liz White)
- 2017-2019 : Ransom : Zara Hallam (Nazneen Contractor)
- 2021 : La Country-Sitter (en) : Summer (Janet Varney (en)) (8 épisodes)
- 2021 : Wakefield : Jeshna (Nadie Kammallaweera) (mini-série)
- 2021-2022 : Love, Victor : Dawn Westen (Betsy Brandt) (6 épisodes)
- 2021-2022 : Hacks : Nina (Jane Adams) (5 épisodes)
- depuis 2021 : Girls5eva : Dawn Solano (Sara Bareilles)
- 2023 : Wellmania : Camille Lavigne (Miranda Otto) (invitée, épisode 4)
- 2023-2024 : Élite : Carmen (Maribel Verdú) (16 épisodes)
- depuis 2023 : Monarch: Legacy of Monsters : Dr Keiko Miura (Mari Yamamoto (en))

#### Séries d'animation
- 1988-1989[n 2] : Fantastic Max : Zoé
- 1989 : Malicieuse Kiki : divers rôles (derniers épisodes)
- 1989-1991[n 3] : Dink le petit dinosaure : Amber
- 1989-1994 : Madeline : Madeline
- 1990-1991 : Super Baloo : Molly Cunningham
- 1992-1993 : La Légende de Croc-Blanc : Wendy Scott
- 1992-1994[n 4] : La Petite Sirène : Ariel
- 1993 : Gargantua : voix additionnelles
- 1994[n 5] : Armitage III : Kelly McGannon (OAV)
- 1996 : Couacs en vrac : l'actrice (épisode 19)
- 1996 : Flash Gordon : Dale Arden
- 1996-1998 : Les Spectraculaires Nouvelles Aventures de Casper : Kate
- 1997 : Teddy et Annie[12] : Annie
- 1997 : Batman : Batgirl / Barbara Gordon
- 1997-1998 : Blake et Mortimer : Margaret
- 1998 : Les Malheurs de Sophie : Madame d'Aubert et Miss Albion
- 1998 : Animaniacs : Phoebe, Monica et Mary Hartless (épisode 93)
- 1998-1999 : Hercule : Hélène de Troie
- 2000-2004[13] : Hamtaro : Laura Haruna et interprète du générique
- depuis2001 : Totally Spies! : Sam, Gaby (la mère de Sam)
- 2002 : L’Odyssée : la reine Aglaopé
- 2002-2004 : Funky Cops : la journaliste Ping, Luba Dobbs
- 2002 : Tibère et la maison bleue : Lois (2e voix)
- 2002 : Old Tom : Lucy
- 2005-2007[n 6] : MÄR : Diana, la Reine et Bumolle
- 2008 : Wakfu : Mme Miranda (saison 1, épisode 3)
- 2008-2018 : Magic : Willow
- 2009 : SpieZ! Nouvelle Génération : Sam (épisodes 14 et 22)
- 2009 : La Veuve : Taeko Sagayama
- 2013 : Kung Fu Panda : L'Incroyable Légende : Maître Mugan
- 2021 : Centaurworld (en) : Wammawink
- 2021 : Edens Zero : Fake Sister
- 2021 : L'Agence galactique : Toaster
- 2022 : Urusei Yatsura : la mère d'Ataru
- 2023 : Star Wars: Visions : Lola (saison 2, épisode 1)
- 2023 : Mortelle Adèle : la maman d'Adèle (création de voix)
- 2024 : Creature Commandos : la fiancée[n 7]
- 2025 : Sakamoto Days : Obiguro

### Jeux vidéo
- 1998 : Gex contre Dr. Rez : l'agent Xtra
- 1998 : Lapin Malin: Cours Préparatoire : Mimi la souris et Can-Can
- 1998 : Le Club des Trouvetout : La Cité perdue (en) : Léa, Méninge, Sentinelle, une des deux araignées et la fleur bleue
- 1998 : Le Club des Trouvetout : Les Secrets de la pyramide (en) : Léa, Sima (la fabricante), la chatte gardienne de l'obélisque, une des souris adjointes et Isis
- 1998 : Le Club des Trouvetout : Mystère au Tibet (en) : Léa, l'écrivaine et le garçon d'écurie
- 1999 : Lapin Malin Éveil : Mimi la souris et Bébé Ours
- 1999 : Tarzan : le bébé babouin
- 1999 : Le Club des Trouvetout : L'Énigme du volcan (en) : Léa
- 1999 : Le Club des Trouvetout : Les Plantes carnivores (en) : Léa et Mlle Rose/la Reine des plantes carnivores
- 2000 : La Petite Sirène 2 : Ariel
- 2001 : Lapin Malin : Voyage au pays de la lecture : Mimi la souris et Sizz
- 2001 : Carmen Sandiego: Les trésors du monde : Perle
- 2002 : Lapin Malin : Maternelle 2 : Mimi la souris et Haly
- 2002 : Lapin Malin : Maternelle 2 : Sauvons les étoiles ! : Luciola et Bouquine
- 2002 : Lapin Malin : Maternelle 3 : Rebondissements à Ballonville : Bouquine, Truchette et le premier papillon
- 2002 : Syberia : Anna Voralberg et le cosmodrome
- 2002 : The Elder Scrolls III: Morrowind : Azura, haut-elfes et khajiits féminins
- 2002 : Salto et Zélia chez les Hippos : Zélia
- 2002 : Salto et Zélia chez les Futots : Zélia
- 2002 : Salto et Zélia chez les Robots : Zélia
- 2002 : Stuart Little 2 : Margalo
- 2003 : Lapin Malin : Maternelle 1 : Mimi la souris
- 2003 : Buffy contre les vampires : Chaos Bleeds : Buffy Summers
- 2003 : Unreal 2 : Aida
- 2004 : Junior Sports Basketball : Sylvie Printemps
- 2004 : Lapin Malin : Maternelle 3 : Mimi la souris et Bébé Ours
- 2004 : Galleon : Faith
- 2004 : Tom Clancy's Splinter Cell: Pandora Tomorrow : voix additionnelles[Note 1]
- 2004 : Call of Duty : Le Jour de Gloire : le lieutenant Tanya Pavelovna
- 2004 : Fable : plusieurs personnages[Note 1]
- 2004 : Spider-Man 2 : plusieurs PNJS féminins dans la rue[Note 1]
- 2004 : Syberia II : Anna Voralberg
- 2005 : Guild Wars : Evennie
- 2005 : Alexandra Ledermann 6 : L'École des champions : Jade
- 2005 : Tristan et les Trois Mousquetaires : Sybille
- 2005 : Star Wars: Knights of the Old Republic 2 - The Sith Lords : plusieurs personnages dont Jana Lorso, administratrice de la Czerka Corporation sur la planète Télos[Note 1].
- 2005 : Fahrenheit : Tiffany Harper
- 2005 : Crash Tag Team Racing : Nina Cortex
- 2005 : Stuart Little 3 : L’Aventure Photographique : Margalo
- 2006 : Alexandra Ledermann 7 : Le Défi de l'Étrier d'or : Jade
- 2006 : Psychonauts : Dogen Boole, Fleur de scène, Chardon de scène
- 2006 : Léa Passion : Vétérinaire : Léa
- 2008 : Real Life Stories : Vétérinaire : Betty
- 2008 : Mirror's Edge : Céleste
- 2011 : Kinect Disneyland Adventures : Ariel
- 2012 : Disney Princesses : Mon royaume enchanté : Ariel
- 2014 : Dragon Age: Inquisition : Maryden Halewell, la ménestrelle (chant et dialogues), Briala
- 2016 : Final Fantasy XV : voix additionnelles
- 2016 : World of Warcraft: Legion : Xe'ra[14]
- 2020 : Les Royaumes d'Amalur : Re-reckoning : voix-off, Alyn Shyr
- 2022 : Disney Dreamlight Valley : Ariel
- 2022 : God of War: Ragnarök : Lunda
- 2024 : Totally Spies! - Cyber Mission : Sam

### Direction artistique
Claire Guyot est également directrice artistique de versions françaises.

#### Films
- 2003 : Injection fatale
- 2003 : Coffee and Cigarettes
- 2004 : Method
- 2007 : An American Crime
- 2007 : Un voleur qui vole un voleur (es)
- 2008 : Les Toiles de Noël
- 2009 : Le Psy d'Hollywood
- 2010 : Mother's Day
- 2010 : Rintintin à New York (it)
- 2011 : Rampart
- 2012 : Song for Marion
- 2012 : To Write Love on Her Arms (en)
- 2014 : Lost River
- 2014 : The Dead Lands
- 2018 : Solo: A Star Wars Story (avec Donald Reignoux)
- 2018 : Illang : La Brigade des loups
- 2018 : Casse-Noisette et les Quatre Royaumes
- 2018 : Le Retour de Mary Poppins
- 2018 : Been So Long
- 2019 : Le Roi lion
- 2019 : Chaud devant !
- 2021 : Cher Evan Hansen
- 2022 : Enzo le Croco
- 2022 : Matilda
- 2023 : Luther : Soleil déchu
- 2023 : La Petite Sirène
- 2023 : Love Again : un peu, beaucoup, passionnément
- 2023 : Tout sauf toi
- 2025 : Until Dawn : La Mort sans fin
- 2025 : Happy Gilmore 2

#### Films d'animation
- 1984[16] : Luke l'Invincible
- 1985[17] : L'Épée de Kamui
- 1995 : Bio Hunter (en)
- 1997 : Twilight of the Dark Master
- 1997 : Psycho Diver - Soul Siren
- 1998 : Golgo 13: Queen Bee
- 2000 : Qui a peur des monstres ?
- 2000 : Vampire Hunter D : Bloodlust
- 2001 : La Cour de récré : Vive les vacances !
- 2001 : Plume, le petit ours polaire
- 2003 : Hammerboy (en)
- 2005 : Les Trois Mousquetaires
- 2009 : Il était une fois Blanche Neige, 1 pomme, 3 petits cochons, 7 nains (en)
- 2014 : Les 7 Nains (de)
- 2017 : Coco
- 2020 : Soul (avec Jean-Marc Pannetier)
- 2021 : 22 contre la Terre (court métrage, avec Jean-Marc Pannetier)
- 2021 : Luca
- 2021 : Encanto : La Fantastique Famille Madrigal
- 2024 : Ellian et le Sortilège
- 2024 : Vaiana 2
- 2024 : Niko, le petit renne : Mission père Noël

#### Téléfilms
- 2001 : Carmen: A Hip Hopera
- 2004 : Samantha: An American Girl Holiday (en)
- 2004 : Mise à nu (en)
- 2005 : Un foyer pour Noël
- 2006 : Mon enfant a disparu
- 2006 : Trois vœux pour Noël
- 2012 : Trafic de femmes
- 2012 : Une danse pour Noël
- 2013 : Chante, danse, aime
- 2013 : Le Pacte des tricheuses
- 2014 : Mariée avant le printemps
- 2015 : La Garde du Roi lion : Un nouveau cri
- 2015 : Harcelée par mon voisin
- 2016 : Sexe, mensonges et meurtre
- 2016 : Cher Père Noël...
- 2019 : Sur les traces de mon passé

#### Séries télévisées
- 1999 : Ryan Caulfield
- 2000 : Buffy contre les vampires (saison 4, épisodes 20 à 22)
- 2000-2001 : FreakyLinks
- 2002-2003 : Les Anges de la nuit
- 2003-2005 : Méthode Zoé
- 2003-2010 : Cold Case : Affaires classées
- 2005 : Jonny Zéro
- 2005-2006 : Beautiful People
- 2008-2009 : Contre-enquête
- 2010-2019 : Luther (avec Thomas Charlet en saison 5)
- 2011 : Ange ou Démon
- 2011-2012 : Case Sensitive (en)
- 2012-2013 : Smash
- 2012-2014 : Revolution
- 2012-2014 : The Newsroom
- 2013 : Ironside
- 2013-2015 : Atlantis
- 2014 : Star-Crossed
- 2014 : The Hotwives (saison 1)
- 2014-2016 : Harry Bosch (saisons 1 et 2)
- 2014-2017 : The Last Ship (saisons 1, 2 et 4, avec Guylaine Gibert et Robert Guilmard)
- 2015 : Rookie Blue (saison 6)
- 2015 : The Whispers
- 2015 : Safe House (en)
- 2015-2019 : Crazy Ex-Girlfriend
- 2016 : Thirteen
- 2016 : The Catch (saison 1)
- 2016-2018 : The Path
- 2016-2021 : Bull
- 2017 : Trial and Error (saison 1)
- 2017-2019 : Jamestown (avec Camille Gondard)
- 2019 : MotherFatherSon (avec Audrey Sablé)
- 2019 : American Princess (en) (avec Camille Gondard et Virginie Ledieu)
- 2020 : Away (avec Camille Gondard)
- 2020 : Flesh and Blood (en) (mini-série, avec Camille Gondard)
- 2020 : Le Narcisse noir (en) (mini-série, avec Camille Gondard)
- 2020 : Filthy Rich (avec Camille Gondard)
- 2021 : La Montagne aux secrets (de)
- 2021 : Dave (saison 2, avec Dorothée Pousséo sur l'épisode 1)
- 2021-2022 : Silence (hr)
- depuis 2021 : Superman et Loïs (avec Jonathan Dos Santos en saison 2)
- 2022 : Gaslit (mini-série, avec Camille Gondard)
- 2022 : Good Sam (avec Anne Rondeleux)
- depuis 2022 : The Lazarus Project
- 2023 : Full Circle (mini-série)
- depuis 2023 : Le Pouvoir
- 2024 : Heeramandi : Les Diamants de la cour
- 2024 : La Terre des femmes

#### Séries d'animation
- 1997-2001 : La Cour de récré (avec Barbara Tissier et Sophie Deschaumes)
- 1998-1999 : Hercule (avec Perrette Pradier et Roland Timsit)
- 2001 : Galaxie Lloyd
- 2003-2004 : Submarine 707 Revolution (en) (OAV)
- 2005-2008 : Charlie et Lola (avec Patricia Legrand)
- 2008-2009 : Golgo 13
- 2014 : La Forêt de l'Étrange
- 2014-2016 : Blaze et les Monster Machines (saisons 1 à 3)
- 2016-2019 : La Garde du Roi lion
- 2021 : M.O.D.O.K.
- 2023 : Ranelot et Bufolet (en)

#### Direction musicale
Films
- 2022 : The Woman King (avec Georges Costa)
- 2022 : Enzo le Croco

Films d'animation
- 2000 : Qui a peur des monstres ?
- 2002 : La Barbe du roi
- 2023 : Il était une fois un studio (court métrage)

Séries d'animation
- 2000-2006 : Hamtaro
- 2012-2015 : Monstre et Robot (en)
- 2014-2016 : Blaze et les Monster Machines (saisons 1 à 3)
- 2015-2018 : Bob le bricoleur
- 2021-2022 : Wolfboy et la fabrique de l'étrange (en)
- 2023 : Ranelot et Bufolet (en)

## Discographie
- 2006 : Enfin seule hélas…
- 2009 : Indiciblement
- 2011 : Mamma Mia !